# The Dixie Cups
Le Dixie Cups sono un gruppo musicale statunitense, attivo dal 1964 e originariamente composto dalle sorelle Barbara Ann e Rosa Lee Hawkins e dalla cugina Joan Marie Johnson.
Hanno avuto una buona popolarità negli anni sessanta grazie ai brani Chapel of Love e Iko Iko, restando comunque in attività anche nei decenni successivi svolgendo dei tour con una formazione differente, con altre vocalist in luogo di Joan Marie Johnson, che uscì dal gruppo nel 1974.

## Storia
Originarie di New Orleans, le tre componenti originarie (due sorelle, Barbara Ann e Rosa Lee, e una loro cugina, Joan Marie), furono scoperte nel 1964, dal cantautore e produttore R&B Joe Jones, quando già si esibivano insieme a livello locale con i nomi di the Meltones e Little Miss and the Muffets.
Il loro primo singolo, Chapel of Love, uscì per la Red Bird Records, scritto da Phil Spector, Ellie Greenwich e Jeff Barry. Inizialmente destinato a gruppi già affermati, come le Ronettes o The Crystals o la cantante Darlene Love, ottenne immediatamente un notevole successo commerciale, vendendo oltre un milione di copie su scala internazionale.
Subito dopo pubblicarono quindi alcuni altri brani, come People Say, You Should Have Seen the Way He Looked at Me, Little Bell e What Goes Up Must Go Down, facendosi nuovamente notare soltanto con Iko Iko, canzone che riprendeva un brano musicale popolare di New Orleans. Nello stesso periodo la loro casa discografica interruppe la collaborazione, dopo aver pubblicato per loro il disco Chapel of Love, omonimo del loro primo singolo, e Iko Iko, di fatto una riedizione del primo LP con l'aggiunta di alcuni brani.
Firmarono così un contratto con la ABC Paramount Records, per la quale hanno pubblicato un ulteriore disco nel 1965, Riding High, e alcuni singoli, ma interrompendo la loro attività discografica nel 1966 a causa dei bassi riscontri ottenuti dalle ultime produzioni.
Il gruppo ha comunque proseguito l'attività concertistica, esibendosi dal vivo; nel 1974, a causa del trasferimento delle due sorelle a New York dove intrapresero l'attività di modelle, Joan Marie abbandonò la formazione lasciando posto a Beverly Brown, che rimase nel gruppo fino ai primi anni ottanta, quando a sua volta le succedette Dale Mickle. In seguito, Athelgra Neville Gabriel entrò a far parte del gruppo in luogo della Mickle.
La loro popolarità è stata rinnovata nei decenni successivi anche per le numerose cover di Iko Iko realizzate da altri artisti, come Dr. Jones, Natasha England e Captain Jack, e per l'utilizzo di Chapel of Love nella colonna sonora dei film Full Metal Jacket (1987), Il padre della sposa (1991)  e Quattro matrimoni e un funerale (1994), in questo caso interpretata da Elton John.
L'8 ottobre 2016, Joan Marie Johnson è deceduta a causa di uno scompenso cardiaco.

## Discografia

### Album
- 1964 - Chapel of Love
- 1965 - Iko Iko
- 1965 - Riding High
- 2011 - Doing It Our Way

#### Raccolte
- 1979 - Teen Anguish Volume One
- 1985 - The Best of The Dixie Cups
- 1986 - The Dixie Cups Meet The Shangri-Las
- 1998 - The Very Best of The Dixie Cups: Chapel of Love
- 2002 - The Complete Red Bird Recordings

### Singoli
- 1964 - Chapel of Love/Ain't That Nice
- 1964 - People Say/Girls Can Tell
- 1964 - You Should Have Seen the Way He Looked at Me/No True Love
- 1964 - Little Bell/Another Boy Like Me
- 1965 - Iko Iko/I'm Gonna Get You Yet
- 1965 - Iko Iko/Gee Baby Gee
- 1965 - Gee the Moon Is Shining Bright/I'm Gonna Get You Yet
- 1965 - Two-Way-Poc-A-Way/That's Where It's At
- 1965 - What Goes Up Must Come Down/I'm Not That Kind of Girl (To Marry)
- 1966 - Love Ain't So Bad (After All)/Daddy Said No

## Formazione

### Formazione attuale
- Barbara Ann Hawkins (dal 1964)
- Rosa Lee Hawkins (dal 1964)
- Athelgra Neville Gabriel

### Ex componenti
- Joan Marie Johnson (1964-1974)
- Beverly Brown (1974-?)
- Dale Mickle